# Antonina Tatar
Antonina Tatar (ur. w 1899 r. w Suchem, zm. 1959 r. tamże) – nauczycielka, filantropka, pierwsza kobieta, która została prezesem Związku Podhalan. 

## Życiorys
Ukończyła szkołę podstawową w Poroninie, liceum w Nowym Targu, studium pedagogiczne sióstr Nazaretanek w Wadowicach i później w Krakowie, otrzymując zawód nauczyciela. Po ukończeniu studium pedagogicznego rozpoczęła pracę jako nauczycielka w Czarnym Dunajcu, w Nowem Bystrem. Ubiegała się o możliwość pracy w swojej rodzinnej miejscowości, gdzie skierowano ją na jej wniosek. Została kierowniczką szkoły w Suchem, którą prowadziła we własnym domu od 1922 roku. W 1923 roku kuratorium przysłało jej do pomocy nauczycielkę Helenę Kawulok. Rozpoczęła wkrótce budowę Domu Orłów ,  który miał być przeznaczony na szkołę i siedzibę stowarzyszeń katolickich.
Antonina Tatar była współzałożycielką i pierwszą prezeską Związku Podhalan w Suchem od 1922 r.  Była także świecka członkinią zakonu Tercjarek św. Dominika i działaczką Związku Podhalan. Za swoje osiągnięcia otrzymała najbardziej zaszczytny tytuł nadawany przez tę organizację – Honorowy Członek Związku Podhalan. Była inicjatorką działalności sklepów rolniczych na terenie Suchego, Poronina i Murzasichla. Była odpowiedzialna za Sekcję Tkacką w Związku Podhalan. Działała jako instruktorka góralskiego śpiewu, tańca i recytacji wierszy gwarowych. Wielokrotnie nagradzana. Wraz z zespołem góralskim ze Suchego zajęła pierwsze miejsce w czasie konkursu w Warszawie za przedstawienie „Wesela góralskiego”. 
Prowadziła w latach 1944-1950 Podhalański Dom Dziecka w Suchem, w którym znajdowały schronienie sieroty wojenne i dzieci z bardzo biednych rodzin. Swój majątek przekazała na rzecz Kościoła. Znała się Anielą Gut Stapińską, kierownikiem szkoły w Zębie Andrzejem Plucińskim, Andrzejem Knapczykiem - Duchem – słynnym góralskim muzykantem, Władysławem Orkanem, gen. Andrzejem Galicą oraz doktorem Wincentym Galicą. Pomogła w uzyskaniu wykształcenia wielu osobom, m.in. Zofii Gracy, podhalańskiej poetce, księdzu Franciszkowi Marusarzowi i Marii Bojdzie, nauczycielce.
W latach 1950–1955 mieszkała u swojej siostry Karoliny w Suchem. Zachorowała na raka piersi. Ukojenia bólu szukała aż do śmierci w obkładaniu bolesnych miejsc świętymi obrazkami. Wiara pomogła jej przetrwać cierpienie. Ostatnie miesiące życia spędziła w swoim domu, pod opieką sióstr Michalitek. W jej pogrzebie brało udział wielu księży i zakonników. Pochowano ją w habicie „skrytki”.

## Religijność
Na jej życie miały wpływ następujące osoby: świątobliwa ciotka Antonina, siostra matki, kobieta wielkiej pobożności oraz spowiednik z kościoła o.o. jezuitów na Górce w Zakopanem.
Była osobą bardzo zdyscyplinowaną, obowiązkową. Była osobą bardzo honorową. Wymagał też tego od wszystkich osób w swoim otoczeniu. Przywiązywała wagę do słów, zobowiązań i obietnic, których zawsze dotrzymywała. Najważniejsza dla niej w życiu była pobożność i wiara katolicka. Złożyła dożywotni ślub czystości i odrzuciła możliwość zamążpójścia, pomimo że była bardzo piękną kobietą i miała wielu adoratorów. Była osobą bardzo wrażliwą na krzywdę i biedę dzieci, którym starała się za wszelką cenę pomóc. Szczególnym uczuciem dążyła miejscowość, z której pochodziła. Jej życzeniem było, stworzenie tam szkoły, zakonu i kościoła oraz sklepu. Przyczyniła się swoją działalnością zawodową, społeczną i prywatną do powiększenia grona inteligencji góralskiej. Była osoba bardzo skromną. Nie oczekiwała nigdy żadnego podziękowania. Nie lubiła się fotografować, nie chciała, aby o niej pisała prasa. Unikała rozgłosu. Przywiązywała olbrzymią wagę do modlitwy, śpiewów religijnych i czytania Pisma Świętego.
Antonina podporządkowywała całe swe życie religijności. Wszystko, co czyniła, miało służyć chwale Bożej. Dlatego wyjazdom wycieczkowym zawsze towarzyszyły doznania religijne. Osobiście uważała za najważniejsze i najpiękniejsze miejsca w swym życiu dwie lokalizacje: Morskie Oko i Wawel. Chętnie organizowała wycieczki w Tatry. Wyjeżdżała także z młodzieżą do Raby Wyżnej do Dworu Sieniawskich, do Miejsca Piastowego, koło Iwonicza, gdzie znajdowała się siedziba zakonu michalitów. Po II wojnie światowej jako pierwsza organizowała wyjścia – pielgrzymki ze Suchego na Bachledówkę, w czasach kiedy tam nie było jeszcze żadnej kaplicy. Antonina Tatar utrzymywała kontakt z panią Jarząbkową, która cudem uniknęła śmierci z rąk Niemców. Antonina Tatar pomagała jej w przekazaniu Bachledówki jako dziękczynne wotum Ojcom Paulinom. 

## Dom Orłów
Dom Orłów powstał na posesji należącej do Antoniny Tatar. Został wybudowany z jej własnych środków. Oddany został do użytku w 1926 roku. Jeszcze przed II wojną został przekazany Kurii Krakowskiej, jako siedziba Związku Młodzieży Katolickiej. W ten sposób Związek Młodzieży Katolickiej żeńskiej i męskiej znalazł swoją siedzibę w parafii Poronin. Darowiznę na rzecz Kościoła potwierdziła Antonina Tatar aktami notarialnym w 1950 i 1957 roku. Nazwa domu miała świadczyć o jego przeznaczeniu. Miała to być kuźnia inteligencji.  Służył on za szkołę do 2003 roku, do momentu, kiedy została oddana do użytku nowa szkoła w Suchem, która przyjęła imię Antoniny Tatar. Inicjatorem budowy nowej szkoły w Suchem była dyrektor mgr Krystyna Zabrzewska. Zgodnie z życzeniem Antoniny Tatar w Domu Orłów mieści się siedziba zakonu michalitek, Stowarzyszenie Młodzieży Katolickiej i szkoła podstawowa.

## Działalność na rzecz gospodarki Podhala
Antonina Tatar zakładała sklepy rolnicze na terenie parafii Poronin, które działały w Suchem, Poroninie i Murzasichlu. Prowadziła warsztaty tkackie – kilimkarskie, które produkowały kilimy. Warsztaty odbywały się w Suchem, Poroninie, Majerczykówce, Bustryku i Nowem Bystrem. Z własnych funduszy zorganizowała 11 warsztatów tkackich dla Związku Podhalan, w którym kierowała sekcją tkacką:  podziękowano jej za to oklaskami w czasie VIII Zjazdu Podhalan w 1924 roku. Jako społeczniczka zabiegała o wybudowanie mostu na rzece Biały Dunajec porwanego w wyniku powodzi w 1934 roku, który łączył Poronin z Suchem. Dzięki jej angażowaniu most ten szybko odbudowano.
Posiadała spory zbiór książek, chętnie je pożyczała swoim podopiecznym i uczniom, lecz także dorosłym osobą z Poronina i Suchego. Chętnie też rozmawiała na temat przeczytanych lektur oraz Biblii zarówno z dziećmi, jak i dorosłymi.

## Działalność w czasie II wojny światowej
Antonina Tatar włączyła się do organizacji struktur Polskiego Państwa Podziemnego, angażując się w walkę przeciwko Niemcom w czasie II wojny światowej. Kolportowała podziemną prasę ze Suchego do Zakopanego i do Zębu, do szkoły, gdzie kierownikiem był również działacz AK Andrzej Pluciński. W Suchem współpracował z nią Stanisław Majerczyk, który jako dziecko nosił pocztę ze Suchego do Zębu. W jej domu Armia Krajowa zorganizowała punkt przerzutowy dla kurierów tatrzańskich. Ostatnią akcją w Suchem była obecność oficerów, którzy oczekiwali na dalszy przerzut, na Węgry, który był organizowany przez porucznika dr. Wincentego Galicę. Wówczas ktoś doniósł Niemcom o akcji i Antonina Tatar znalazła się w niebezpieczeństwie. Musiała ukrywać się do końca wojny. Najpierw przebywała w majątku Tarnowskich w Załężu koło Rzeszowa, gdzie pracowała jako nauczycielka młodego hrabiego Artura Tarnowskiego. Podczas jej nieobecności w Suchem gestapo zażądało kluczy do Domu Orłów. Wówczas nauczycielka Helena Kawulak odmówiła, tłumacząc się, że jest on własnością kardynała Sapiehy i muszą jego o klucze poprosić.

## Podhalański Dom Dziecka
Podhalański Dom Dziecka działał w latach 1944-1950, a  zorganizowany był w domu Jana Galicy na prośbę Antoniny Tatar. Właściciel rozumiał sytuację dzieci, gdyż sam wrócił z niemieckiego obozu koncentracyjnego po wojnie. Znajdowały się tam dzieci z bardzo biednych rodzin lub sieroty wojenne z Podhala i innych części Polski. W domu dziecka panowała atmosfera bardzo rodzinna. Antonina Tatar starała się zapewnić dzieciom jak najlepsze warunki. Wszystkie swe oszczędności wraz z pensją szły na utrzymanie tego domu. Kiedy brakowało jedzenia, chętnie pomagali w jego dostawie mieszkańcy Suchego. W sierocińcu Antoniny Tatar znajdowały się też dzieci upośledzone. W domu dziecka obowiązywało wychowanie katolickie: codziennie rano dzieci uczestniczyły we mszy w kościele w Poroninie. U kościelnego odbywały się śniadania, następnie dzieci szły do szkoły w Poroninie. W domu odrabiały zadania pod okiem Tatar oraz uczyły się domowych prac m.in. szycia, kroju, haftu, cerowania, robienia na drutach swetrów i skarpet. Władzom oświatowym powiatu nowotarskiego nie podobało się katolickie wychowanie. W czasach największej stalinowskiej nagonki na Kościół w 1950 roku Podhalański Dom Dziecka w Suchem został zamknięty, a dzieci przeniesiono do domu dziecka w „Czerwonym Dworze” w Zakopanem. Antonina Tatar bardzo przeżywała utratę możliwości wychowania w duchu katolickim tych dzieci.

## Związek Podhalan i kultura góralska
W 1922 roku z inicjatywy Antoniny Tatar powołano Związek Podhalan w Suchem. Był to najstarszy Oddział Związku Podhalan w Gminie Poronin. Została jego prezeską na lata 1923-1924. Organizowała w ramach związku Podhalan sekcję tkacką. Oprócz pracy rzemieślniczej zajmowała się nauką śpiewu i tańca oraz recytacji. Przygotowywała dzieci i młodzież do występów z różnych okazji religijnych w Poroninie. Antonina Tatar prowadziła w Suchem zespół góralski w okresie międzywojennym. Pomagali jej w tym księża z parafii Poronin. Zespół występował najczęściej w Poroninie. Jednak Antonina organizowała sporo wydarzeń kulturalnych w Suchem. W 1922 roku 8 i 9 kwietnia przedstawiano spektakl zatytułowany „Leniwy Staś”. W 1923 roku w czerwcu, w Poroninie w Sali Kółka Rolniczego Antonina zorganizowała wieczór szkolny, gdzie można było się „bawić i weselić”. Zespół góralski ze Suchego dawał występy w Poznaniu, Krakowie, gdzie miał okazje występować w Teatrze Słowackiego oraz w Warszawie, gdzie brał udział w konkursie i zajął pierwsze miejsce, za wystawienie ,,Wesela góralskiego". Mieli okazje występować przed prezydentem Mościckim, który sam wręczył im nagrodę.

## Odznaczenia i nagrody
W 1932 roku została Honorowym członkiem Związku Podhalan. Ten tytuł otrzymała jako pierwsza osoba w gminie Poronin. Krzyż Zasługi od prezydenta Mościckiego przekazała  parafii Poronin. Otrzymała list gratulacyjny od biskupa Adama Sapiehy oraz osobiste jego podziękowanie w czasie jego obecności w Suchem. 